# خواندي راموس

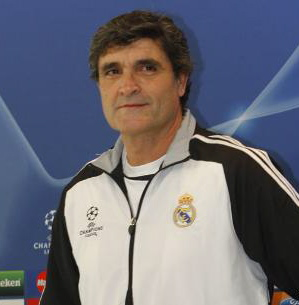
خواندي راموس

خواندي راموس (بالإسبانية: Juande Ramos)‏ (ولد في 25 سبتمبر 1954) لاعب كرة قدم سابق والمدرب الحالي لنادي مالقا. سبق له أن كان مدرباً لنادي توتنهام الإنجليزي ونادي ريال مدريد الإسباني. .
ولم يتوفق مع ريال مدريد واكمل موسم 08-2009 وأنهى الموسم في المركز الثاني في الليغا و خرج من دوري الأبطال بـ طريقة مهينة بعد رباعية الأنفيلد أمام ليفربول في دور الستة عشر لمنافسات دوري أبطال أوروبا وكذلك خسر كلاسيكو البيرنابيو امام برشلونة بنتيجة 6-2 ورحل من الفريق المدريدي ليكون خليفته المدرب التشيلي مانويل بيليجريني.

## روابط خارجية
- خواندي راموس على موقع قاعدة بيانات كرة القدم.إي يو (الإنجليزية)
- خواندي راموس على موقع عالم كرة القدم.نت (الإنجليزية)
- خواندي راموس على موقع كووورة